# Светско првенство у кошарци 2019 — група П
Група П на Светском првенству у кошарци за 2019. представља фазу разигравања на Светском првенству у којој ће разигравање играти четири тима, два најгорепласирана тима из групе Е и два из групе Ф. Преносе се резултати против тимова који су се такође квалификовали. Тимови ће играти против тимова из групе са којом се раније нису сусретали, играће се укупно две утакмице по екипи, а све утакмице су игране у Спортском центру Шангај, Шангај. Након одигравања свих утакмица, првопласирани тим ће бити распоређен од 17. до 20. места, другопласирани тим од 21. до 24. места, трећепласирани тим од 25. до 28. места, а четвртопласирани тим 29. до 32. места.

## Квалификовани тимови
| Група | Трећепласирани | Четвртопласирани |
| ----- | -------------- | ---------------- |
| Г     | Немачка        | Јордан           |
| Ф     | Канада         | Сенегал          |

## Пласман (Табела)
| Поз. | Табела групе П | ИГ | Д | И | П+  | П-  | Разл. | Бод. | Коментари                       |
| ---- | -------------- | -- | - | - | --- | --- | ----- | ---- | ------------------------------- |
| 1.   | Немачка        | 5  | 3 | 2 | 409 | 364 | +45   | 8    | Распоред од 17. до 20. позиције |
| 2.   | Канада         | 5  | 2 | 3 | 445 | 413 | +32   | 7    | Распоред од 21. до 24. позиције |
| 3.   | Јордан         | 5  | 1 | 4 | 352 | 482 | -130  | 6    | Распоред од 25. до 28. позиције |
| 4.   | Сенегал        | 5  | 0 | 5 | 330 | 432 | -102  | 5    | Распоред од 29. до 32. позиције |

## Утакмице

### Канада vs. Јордан
| 7. септембар 2019. 16:00 | Boxscore | Канада                                                         | 126 : 71 | Јордан                        | Спортски центар Шангај, Шангај Судије: Хорхе Васкез, Мартин Хорозов, Фелипе Ибара |  |
| 7. септембар 2019. 16:00 | Boxscore | Четвртине: 31:13, 32:22, 36:15, 27:21                          |          |                               | Спортски центар Шангај, Шангај Судије: Хорхе Васкез, Мартин Хорозов, Фелипе Ибара |  |
| 7. септембар 2019. 16:00 | Boxscore | Поени: Вилтјер 29 Скокови: Бирч, Класен 7 Асистенције: Џозеф 8 |          | Такер 13 Абувазанех 6 Абден 4 | Спортски центар Шангај, Шангај Судије: Хорхе Васкез, Мартин Хорозов, Фелипе Ибара |  |

### Немачка vs. Сенегал
| 7. септембар 2019. 20:00 | Boxscore | Немачка                                                    | 89 : 78 | Сенегал                                | Спортски центар Шангај, Шангај Судије: Мануел Мацони, Гентиан Цици, Карлос Пералта |  |
| 7. септембар 2019. 20:00 | Boxscore | Четвртине: 14:11, 22:26, 30:23, 23:18                      |         |                                        | Спортски центар Шангај, Шангај Судије: Мануел Мацони, Гентиан Цици, Карлос Пералта |  |
| 7. септембар 2019. 20:00 | Boxscore | Поени: Шредер 24 Скокови: Војтман 9 Асистенције: Шредер 12 |         | И. Фаје, Ндоур 17 И. Фаје 7 Далмеида 6 | Спортски центар Шангај, Шангај Судије: Мануел Мацони, Гентиан Цици, Карлос Пералта |  |

### Јордан vs. Сенегал
| 9. септембар 2019. 16:00 | Boxscore | Јордан                                                   | 79 : 77 | Сенегал                      | Спортски центар Шангај, Шангај Судије: Мануел Мацони, Алексис Меркадо, Карлос Пералта |  |
| 9. септембар 2019. 16:00 | Boxscore | Четвртине: 22:16, 13:20, 20:20, 24:21                    |         |                              | Спортски центар Шангај, Шангај Судије: Мануел Мацони, Алексис Меркадо, Карлос Пералта |  |
| 9. септембар 2019. 16:00 | Boxscore | Поени: Такер 34 Скокови: Такер 11 Асистенције: Ибрахим 9 |         | Ндоје 22 Ндоје 11 Далмеида 7 | Спортски центар Шангај, Шангај Судије: Мануел Мацони, Алексис Меркадо, Карлос Пералта |  |

### Немачка vs. Канада
| 9. септембар 2019. 20:00 | Boxscore | Немачка                                                   | 82 : 76 | Канада                    | Спортски центар Шангај, Шангај Судије: Хорхе Васкез, Гентиан Цици, Мартин Хорозов |  |
| 9. септембар 2019. 20:00 | Boxscore | Четвртине: 17:12, 19:21, 20:23, '26:20                    |         |                           | Спортски центар Шангај, Шангај Судије: Хорхе Васкез, Гентиан Цици, Мартин Хорозов |  |
| 9. септембар 2019. 20:00 | Boxscore | Поени: Шредер 21 Скокови: Шредер 10 Асистенције: Шредер 9 |         | Вилтјер 18 Бирч 9 Џозеф 6 | Спортски центар Шангај, Шангај Судије: Хорхе Васкез, Гентиан Цици, Мартин Хорозов |  |